# Giovanni Battista Vitali
Giovanni Battista Vitali (18. února 1632 Bologna - 12. října 1692 tamtéž) byl italský hudební skladatel období baroka, hráč na strunné nástroje a kapelník.

## Život
Vitali byl pravděpodobně krátkou dobu žákem Maurizia Cazzatiho, který byl od roku 1657 kapelníkem v bazilice San Petronio v Bologni. Od roku 1658 získal Vitali práci jako zpěvák a hráč na „violone da brazzo“ (violon). Po vydání svého Opus 1 byl v roce 1666 přijat do Accademia Filarmonica a od roku 1673 byl krátkou dobu kapelníkem v San Rosario. Na dvoře vévody Francesca II. d'Este v Modeně se stal v roce 1674 zástupcem kapelníka a v roce 1684 byl jmenován kapelníkem. Byl také členem Accademia dei Dissonati v Modeně. V roce 1686 předal místo kapelníka Antoniu Giannettinimu, ale jako zástupce kapelníka zde zůstal až do konce svého života.
Později místo kapelníka na dvoře v Modeně převzal jeho syn Tomaso Antonio Vitali zvaný Vitalino.

## Dílo
Vitaliho publikace významně ovlivnily vývoj barokní triové sonáty. Jeho způsob propojování témat a tónin v rámci věty i jeho použití tanečních rytmů triovou sonátu značně obohatily a inspirovaly pozdější skladatele jako Arcangelo Corelli a Henry Purcell. 
Vitali skládal duchovní i světskou hudbu. Roku 1689 napsal sbírku 60 didaktických skladeb Artificii musicali.
- op. 1 Correnti e balleti da camera a tre (Bologna 1666)
- op. 2 Sonate a due violine e basso continuo (Bologna 1667)
- op. 3 Balletti, correnti alla francese, gaglarde e brando per ballare a quattro instrumenti (Bologna 1667)
- op. 4 Balletti, correnti, gighe, allemande, e sarabande per uno o due violini e basso continuo (Bologna 1668)
- op. 5 Sonate per più strumenti (Bologna 1669)
- op. 6 Salmi concertati (Modena 1677)
- op. 7 Varie partite del passamezo, ciacona, capricii e passagalii per due violini e basso continuo (Modena 1682)
- op. 8 Balletti, correnti e caprici per camera a due violini e violone ò spinetta (Modena 1683)
- op. 9 Sonate da chiesa a due violini e basso continuo (Venedig 1684)
- op. 10 Hinni sacri (Modena 1684)
- op. 11 Varie sonate alla francese e all’itagliana a sei strumenti (Modena 1685)
- op. 12 Balli in stile francese a cinque strumenti (Modena 1685)
- op. 13 Artificii musicali ne quali se contengono canoni in diverse maniere, contrapunti dopii, invention curiose, capricii, e sonate (Modena 1689)
- op. 14 posth. Sonate da camera a due violini e violone (Modena 1692) Skládá se ze 41 tanců.